# Kurt Meyberg
Kurt Meyberg (* 21. Mai 1936 in Thüste) ist ein deutscher Mathematiker, der sich mit Algebra befasst.
Meyberg studierte von 1956 bis 1962 Mathematik und Physik an der Universität Münster. Er wurde 1964 an der Ludwig-Maximilians-Universität München bei Max Koecher promoviert (Über die Spur der Quadratischen Darstellung von Jordan-Algebren). Als Postdoktorand war er 1965/66 an der University of California, Los Angeles. 1969 habilitierte er sich in München und wurde 1970 wissenschaftlicher Rat und Professor an der Universität Münster. 1971/72 war er Gastprofessor an der University of Virginia in Charlottesville. Seit 1972 war er an der TU München, ab 1976 als außerplanmäßiger Professor und ab 1978 als Professor (Extraordinarius).
Er befasst sich vor allem mit Jordan-Algebren. Von ihm stammen verbreitete Lehrbücher über Algebra und Einführung in die Mathematik für Ingenieure und Naturwissenschaftler. Letzteres wurde auch ins Japanische übersetzt. Es enthält auch BASIC-Programme zur Illustration.

## Schriften
- mit Peter Vachenauer: Höhere Mathematik, Band 1: Differential- und Integralrechnung, Vektor- und Matrizenrechnung. 6. Auflage, Springer 2001, ISBN 978-3-642-56654-7, Band 2: Differentialgleichungen, Funktionentheorie, Fourier-Analysis, Variationsrechnung. 6. Auflage, Springer 2001, ISBN 978-3-642-56655-4.
- mit Christian Karpfinger: Algebra: Gruppen – Ringe – Körper. 4. Auflage[3], Springer 2017, ISBN 978-3-662-54721-2.
- Algebra. 2 Bände, Hanser, 2. Auflage 1980.
- mit Peter Vachenauer: Aufgaben und Lösungen zur Algebra. Hanser 1986.
- Über die Killing-Form in Jordan-Algebren. In: Mathematische Zeitschrift. Band 89, 1965, S. 52–73.
- Identitäten und das Radikal in Jordan-Tripelsystemen. In: Mathematische Annalen. Band 197, 1972, S. 203–220.
- mit Kevin McCrimmon: Coordinatization of Jordan triple systems. In: Communications in Algebra. Band 9, 1981, S. 1495–1542.
- Trace formulas in various algebras and L-projections. In: Nova Journal. Band 2, 1992, S. 1–32.